# یواس‌اس والس (دی‌دی-۶۲۸)
یواس‌اس والس (دی‌دی-۶۲۸) (به انگلیسی: USS Welles (DD-628)) یک کشتی بود که طول آن ۳۴۸ فوت ۳ اینچ (۱۰۶٫۱۵ متر) بود. این کشتی در سال ۱۹۴۲ ساخته شد.